# 208 Lacrimosa
Lacrimosa (asteroide 208) é um asteroide da cintura principal com um diâmetro de 41,33 quilómetros, a 2,8470855 UA. Possui uma excentricidade de 0,0154312 e um período orbital de 1 796,08 dias (4,92 anos).
Lacrimosa tem uma velocidade orbital média de 17,5152169 km/s e uma inclinação de 1,74941º.
Este asteroide foi descoberto em 21 de Outubro de 1879 por Johann Palisa.
Este asteroide recebeu este nome em homenagem a Nossa Senhora das Dores.